# 2008年夏季奥林匹克运动会中国各省市区选手与参赛成绩
参加2008年8月在北京举行的第29届夏季奥运会中国代表团内地31个省市自治区全部有选手参赛，为历次参加奥运会选手覆盖面最广的一次，除宁夏、西藏、青海、甘肃、海南和云南6省区外，其他25个省市自治区均有选手获得奖牌。
本届奥运会辽宁籍选手获奖项目涉及乒乓球、羽毛球、曲棍球、排球、赛艇、柔道、摔交、射箭、游泳、艺术体操（体操）和田径共计11个大项17个小项，涉及9枚金牌、5枚银牌和4枚铜牌共计18枚奖牌，超过名列第9位的意大利在本届奥运会所获金牌数；辽宁籍选手独立获6枚金牌、1枚银牌、2枚铜牌超过西班牙所获金牌数，辽宁省成为名副其实的奖牌大省。江苏省涉及金牌奖项8个，奖牌总奖项达15个，列各省奖牌数第2位；湖北、广东、北京和山东4省市涉及金牌奖项均为5枚，依次列第3至第6位；四川省金牌奖项4个，涉及奖牌奖项总数达7个列第7位；上海、天津、福建和湖南4省市奖牌依次列第8至11位，金牌奖项均为3项；浙江、吉林、河北、江西和陕西5省奖项依次列第12至16位，金牌奖项均为2个；安徽、黑龙江、广西、内蒙和贵州5省区奖项依次列第17至21位，金牌奖项均为1个；新疆、河南、重庆和山西4省区奖项依次列第21至25位。

## 辽宁
辽宁省为中国运动员培养大省，本届奥运会辽宁籍选手获得18个奖牌，代表辽宁省的选手有73位，涉及19个比赛项目。不论参赛人数还是参与项目都是该省参加历届奥运之冠，羽毛球和拳击等项目为首次参赛项目。73名选手中年纪最小的为13岁的李哲思，她参加游泳女子100米自由泳。赛前对奖牌预期，辽宁省体育局局长孙永言曾表示乒乓球、羽毛球、柔道及赛艇等7项都为辽宁选手主要夺金希望，排球、曲棍球等7个项目有机会取得奖牌。
| 辽宁籍选手及参赛成绩（带颜色 表示未纳入辽宁省体育局统计的选手，这些选手代表其他省队） |      |                                                         |                          |             |
| 大项                                                                                  | 人数 | 选手                                                    | 小项                     | 赛绩        |
| 乒乓球                                                                                | 3    | 王楠、郭跃                                              | 乒乓球女子团体           | 金牌        |
| 乒乓球                                                                                | 3    | 王楠                                                    | 乒乓球女子单打           | 银牌        |
| 乒乓球                                                                                | 3    | 郭跃                                                    | 乒乓球女子单打           | 铜牌        |
| 乒乓球                                                                                | 3    | 马林                                                    | 乒乓球男子单打           | 金牌        |
| 乒乓球                                                                                | 3    | 马林                                                    | 乒乓球男子团体           | 金牌        |
| 羽毛球                                                                                | 3    | 张宁                                                    | 羽毛球女子单打           | 金牌        |
| 羽毛球                                                                                | 3    | 于洋／杜婧                                              | 羽毛球女子双打           | 金牌        |
| 羽毛球                                                                                | 3    | 于洋（与何汉斌）                                        | 羽毛球混合双打           | 铜牌        |
| 排球                                                                                  | 2    | 隋盛胜、袁志                                            | 男子排球                 | 第5名       |
| 排球                                                                                  | 3    | 杨昊、刘亚男、王一梅                                    | 女子排球                 | 铜牌        |
| 曲棍球                                                                                | 5    | 宋毅、苏日峰、蒋希上、于洋、孙天俊                      | 男子曲棍球               | 第11名      |
| 曲棍球                                                                                | 7    | 高丽华、马弋博、任烨、宋清龄、李红侠、赵玉雕、孙镇      | 女子曲棍球               | 银牌        |
| 足球                                                                                  | 8    | 董方卓、朱挺、陈涛、张 鹭、冯潇霆、戴琳、赵旭日、吕建军 | 男子足球                 | 小组赛淘汰  |
| 足球                                                                                  | 4    | 韩文霞、毕妍、韩端、马晓旭                              | 女子足球                 | 前8强       |
| 篮球                                                                                  | 5    | 陈晓丽、张瑜、刘丹、张晗兰、张伟                        | 女子篮球                 | 第4名       |
| 篮球                                                                                  | 2    | 李楠、张庆鹏                                            | 男子篮球                 | 第8名       |
| 垒球                                                                                  | 2    | 李琪、辛敏红                                            | 垒球                     | 前8强       |
| 柔道                                                                                  | 2    | 潘松                                                    | 柔道男子100公斤以上级    | 1/8决赛淘汰 |
| 柔道                                                                                  | 2    | 杨秀丽                                                  | 柔道女子78公斤级         | 金牌        |
| 摔跤                                                                                  | 2    | 王赢                                                    | 男子自由式摔跤84公斤级   | 首轮淘汰    |
| 摔跤                                                                                  | 2    | 王娇                                                    | 女子自由式摔跤72公斤级   | 金牌        |
| 拳击                                                                                  | 1    | 谷雨                                                    | 男子最轻量级（54公斤级） | 第2轮淘汰   |
| 赛艇                                                                                  | 5    | 张林                                                    | 男子轻量级四人单桨       | 未入决赛    |
| 赛艇                                                                                  | 5    | 田靓（李勤）                                            | 女子双人双桨             | 第4名       |
| 赛艇                                                                                  | 5    | 唐宾、张杨杨（金紫薇、奚爱华）                          | 女子四人双桨             | 金牌        |
| 赛艇                                                                                  | 5    | 刘振                                                    | 男子八人单桨有舵手       | 第7名       |
| 赛艇                                                                                  | 5    | 吴优（与高玉兰）                                        | 女子双人单桨             | 银牌        |
| 皮划艇                                                                                | 1    | 于腊梅                                                  | 女子500米四人皮艇（K4）  | 第9名       |
| 击剑                                                                                  | 2    | 李娜                                                    | 女子重剑个人             | 第4名       |
| 击剑                                                                                  | 2    | 董国涛                                                  | 男子重剑团体             | 第4名       |
| 射箭                                                                                  | 1    | 郭丹                                                    | 射箭女子个人             | 第4名       |
| 射箭                                                                                  | 1    | 郭丹                                                    | 射箭女子团体             | 银牌        |
| 艺术体操                                                                              | 4    | 孙丹、章硕、隋剑爽、侴桃                                | 艺术体操                 | 银牌        |
| 田径                                                                                  | 7    | 韩玉成                                                  | 男子20km竞走             | 未出场      |
| 田径                                                                                  | 7    | 朱晓琳                                                  | 女子马拉松               | 第4名       |
| 田径                                                                                  | 7    | 李玲                                                    | 女子铅球                 | 第14名      |
| 田径                                                                                  | 7    | 齐海峰                                                  | 男子十项全能             | 第18名      |
| 田径                                                                                  | 7    | 何盼                                                    | 女子5000米               | 未出场      |
| 田径                                                                                  | 7    | 刘海莉                                                  | 女子七项全能             | 第21名      |
| 田径                                                                                  | 7    | 张文秀                                                  | 女子链球                 | 铜牌        |
| 游泳                                                                                  | 3    | 李哲思                                                  | 女子50米自由泳           | 未入决赛    |
| 游泳                                                                                  | 3    | 王然迪                                                  | 女子4×200米自由泳接力    | 未出场      |
| 游泳                                                                                  | 3    | 罗男                                                    | 女子200米蛙泳            | 未入半决赛  |
| 游泳                                                                                  | 3    | 刘子歌                                                  | 游泳女子200米蝶泳        | 金牌        |
| 帆船                                                                                  | 1    | 王爱忱                                                  | 男子米氏                 | 第8名       |
| 铁人三项                                                                              | 1    | 邢琳                                                    | 铁人三项                 | 第40名      |
| 合计                                                                                  | 73   |                                                         |                          |             |

## 江苏
江蘇將有52名運動員、20名教練員參加北京奧運會。共參加22個大項、46個小項的比賽。參賽人數較雅典奧運增加204人，參賽項目增加8項。其中趙蕊蕊和肖欽是江蘇和解放軍雙計分運動員。江蘇此次的目標是超過在悉尼奧運會上3枚金牌的記錄。舉重選手陳艷青為江蘇奪得一枚金牌。射箭選手陳玲與山東的張娟娟和遼寧的郭丹搭檔奪取一枚銀牌。

## 湖北
有12名湖北籍運動員入選中國代表團名單，創出新高。他們將參加6個大項的比賽，目標是確保至少二枚金牌。

## 广东
参加奥运的广东籍选手有74人，包括8名与八一队双计分的选手，除网球、蹦床、排球与沙灘排球、拳擊、跆拳道、射箭、現代五項和鐵人三項9个项目外，其他26个大项均有选手参赛。按参加项目的人数算，9个大项占47人，其中击剑和曲棍球项目最多，均为7人；其次是篮球和田径项目，均为6人；第三是赛艇项目，达5人；第四是羽毛球、水球、手球和皮划艇四个项目，均为4人，其他参赛项目1至2人。广东省体育局赛前预测金牌数3～5枚，最终广东队获得4金4银共计8枚奖牌，其中陈燮霞48公斤级女子举重成为本届奥运会中国获得金牌的第一人，冼东妹卫冕柔道52公斤级冠军，何冲获男子3米跳板冠军，林躍与火亮搭档获得男子10米双人跳台冠军；傅海峰获得男子羽毛球双打银牌，谢杏芳获得羽毛球女子单打亚军，李宏利获男子77公斤级举重银牌，傅海峰与蔡赟搭档获得羽毛球男子双打银牌。

## 北京
參加北京奧運會的北京籍運動員有44人，為歷屆最高。北京運動員主要分布在射擊、排球、摔跤、游泳、乒乓球、跳水、足球、体操、棒球、垒球、网球、柔道、拳击、赛艇、田径、手球、篮球和曲棍球等項目。北京籍運動員在10個項目上具有獲得獎牌的實力，在6個項目上將力爭金牌，包括了女子柔道、射擊、女排、女子乒乓球、女子体操高低杠和跳水男子10米跳台等。游泳選手張琳為北京奪得一枚银牌。

## 山东
山東本有58人出席奧運，但由於傷病的關係，只有55人入選最終名單參與15個項目，並以田徑、游泳及足球三項佔最多人數，各為7人。另外，在55人名單當中有8人屬解放軍。男子射箭選手姜林與新疆的薛海峰、廣西的李文全搭檔獲得一枚銅牌。女子射箭選手張娟娟與江蘇的陳玲和遼寧的郭丹搭檔奪取一枚銀牌。

## 四川
四川派出34位運動員參與19個大項及32個小項，當有10人有參與奧運經驗。四川體育局表示力求爭取2至3面金牌為目標。

## 上海
上海市共有66位運動員晉身京奧的最後名單中，是歷屆奧運中，最多的一屆。66位運動員分佈在16個項目中，並以田徑項目人數最多。由於上海市一直為輸出最多運動員之一的省市，66位運動員中就有如王勵勤與劉翔等28位運動員參與過奧運。另一方面，是屆奧運中，上海市年紀最年輕的是游泳運動員唐奕，她在未滿16歲之齡參加游泳賽事。跳水選手吳敏霞與河北選手郭晶晶搭檔獲得一枚金牌；跳水選手火亮與廣東選手林躍搭檔獲得一枚金牌。

## 天津
天津共派出30位運動員參賽，是歷屆以來的新高，金牌大熱包括世界擊劍冠軍譚雪和王敬之、女子網球運動員晏紫、體操運動員陳一冰、跳水運動員王鑫等人。

## 福建
共有18名福建籍運動員、10名教練員征戰北京奧運會。其中石智勇（男子舉重69公斤級）、张湘祥（男子舉重62公斤級2008年夏季奧林匹克運動會得金牌）、林丹（羽毛球男單）、黄珊汕（女子蹦床）、何雯娜（女子蹦床）、林忠仔（男子50米手槍）是福建軍團的奪金點。舉重選手張湘祥為福建奪得一枚金牌。

## 湖南
湖南省入围选手12人，37歲的刘英姿和14歲的李玄旭分别为湖南選手中年齡最大和最小的運動員。湖南选手参加的项目有体操、举重、游泳、羽毛球、射击、田径、水球、垒球和赛艇九个大项14个小项的比赛，共获得3枚金牌。其中李小鹏参加体操男子团体和双杠比赛获得2枚金牌，龙清泉参加56公斤级男子举重比赛获得冠军，另外李玄旭参加女子800米自由泳获第5名和200米混合泳第8名，李俊、谭飞虎参加男子水球进入前12名，羽毛球男子单打第3号种子选手鲍春来1/4决赛以0:2输给韩国选手李炫一惨遭淘汰；其他选手无缘决赛。
| 湖南籍选手及参赛成绩 |      |                |                      |              |
| 大项                 | 人数 | 选手           | 小项                 | 赛绩         |
| 体操                 | 1    | 李小鹏         | 体操双杠比赛         | 金牌         |
| 体操                 | 1    | 李小鹏         | 体操男子团体         | 金牌         |
| 举重                 | 1    | 龙清泉         | 56公斤级男子举重比赛 | 金牌         |
| 游泳                 | 2    | 李玄旭         | 女子800米自由泳      | 第5名        |
| 游泳                 | 2    | 李玄旭         | 400米混合泳          | 第8名        |
| 游泳                 | 2    | 尤美宏         | 女子800米自由泳      | 未入决赛     |
| 水球                 | 2    | 李俊、谭飞虎   | 男子水球             | 前12名       |
| 羽毛球               | 2    | 鲍春来         | 羽毛球男子单打       | 1/4决赛淘汰  |
| 羽毛球               | 2    | 郑波（与高崚） | 羽毛球混合双打       | 1/16决赛淘汰 |
| 田径                 | 1    | 周灿（与苏辉） | 男子跳远             | 预赛无成绩   |
| 赛艇                 | 1    | 张亮           | 男子单人双桨比赛     | 未出席       |
| 赛艇                 | 1    | 张亮           | 男子双人双桨         | 取消资格     |
| 射击                 | 1    | 刘英姿         | 射击女子飞碟多向     | 资格赛第12位 |
| 垒球                 | 1    | 郭佳           | 女子垒球             | 前8强        |

## 浙江
浙江和湖北二省份在中國參加的歷次奧運會上都有金牌入賬的现象。本次浙江將有25名運動員參加北京奧運。主要集中在游泳及賽艇、皮划艇項目。本次浙江的目標是至少奪取一枚金牌，延續屆屆奪金的傳統。射擊選手朱啟南為浙江奪得一枚銀牌。

## 吉林
吉林省共有6名運動員参加北京奧運會。其中乒乓球名将王皓被认为有望夺取乒乓球男單金牌。遗憾的是包括穆爽爽（女子舉重）、郭月、娄晓旭（女足）、宫金杰（自行車）、何影、張付（射箭）等名将落选奧運参赛陣容。

## 河北
河北省有17名運動員和11名教練員入選中國代表團，創下新紀錄。河北籍運動員將參加9個大項的比賽。其中跳水選手郭晶晶被認為是河北籍運動員中奪取金牌可能性最高的選手。射擊選手趙穎慧将參加北京奧運會首金的爭奪。射擊選手龐偉為河北奪得一枚金牌。河北籍跳水選手郭晶晶與來自上海的吳敏霞搭檔獲得一枚跳水金牌。

## 江西
參加北京奧運會的江西運動員共有10人，與上屆雅典奧運持平。其中有4個沖金點、2個奪牌點。其中以參加水上項目比賽的運動員最多。

## 陝西
陝西省本次將有10名運動員參賽。參與包括跳水、射擊、賽艇、鏈球、競走、男子足球和女子足球等項目。射擊選手郭文珺為陝西奪得一枚金牌。

## 安徽
安徽省共有14名運動員將參加8個項目11個小項，超過1988年漢城奧運會上的10人，創出新高。

## 黑龙江
黑龍江省共有10名運動員参加北京奧運會的7個項目。包括曹磊（女子舉重）、焦劉洋（女子200米蝶泳）、苗立杰（女篮）、李艳鳳（铁饼）、昌春風（标枪）、王金萍（女子4×100米接力）、黄冬杰、李兵（手球）、孟浪（自行車）、刘德利（摔跤），以田徑運動員佔最多，共有3人。其中女子舉重75公斤級運動員曹磊有望夺金。

## 广西
廣西壮族自治区有11人參與北京奧運，他們分別涉及7個項目，以男子水球為最多，共有4人。獎牌希望上，廣西體育局表示為兩面。另外，廣西是派出最多少數民族運動員的省份，共有4位壯族、1位回族及1位侗族。射箭選手李文全與新疆的薛海峰、山東的姜林搭檔獲得一枚銅牌。

## 內蒙古
內蒙古將有13名運動員參加是次北京奧運會。

## 贵州
貴州省於本屆奧運中共有三位運動員晉身名單之內，包括拳擊運動員邹市明、射擊運動員李亞軍及皮划艇代表丁富學，三人都為男子運動員。在三人當中，以邹市明最有奪金希望。

## 新疆
新疆共有6名運動員參加北京奧運。他們參與拳擊、馬術、射箭等項目，當中以拳擊運動員佔最多，而且拳擊是最有希望取得獎牌的項目。射箭選手薛海峰與廣西的李文全、山東的姜林搭檔獲得一枚銅牌。

## 河南
有16名河南運動員將參加北京奧運會，創出歷史新高。包括上屆奧運會為中國奪取最後一枚金牌的跆拳道選手陳中。

## 重庆
重慶市將有4位運動員參加北京奧運會。分別是羽毛球選手張亞雯、女子壘球選手孫莉、鏈球選手劉瑛慧和有眼鏡俠之稱男子短跑選手胡凱。

## 山西
639位運動員中，山西共有7位，分佈於5個項目之中。佔最多運動員的包括田徑、游泳和摔跤。

## 海南
海南省將有2名帆船選手參加北京奧運。這也是海南建省以來首次有選手參加奧運會。

## 云南
雲南省共有4位運動員出席奧運，都為男子田徑運動員，三人參與競走小項，另一人參與馬拉松小項。

## 甘肃
甘肅省派出9位運動員出戰北京奧運，他們分別參與7個項目，當中包括田徑。

## 宁夏
宁夏回族自治区只有張亮1人參與奧運男子公路自行车赛，他是继1984年洛杉矶第23届奥运会自行车项目王万祥、1988年汉城第24届奥运会自行车项目蔡应权与射击项目的祁春霞后的第4位奥运会宁夏参赛选手，比赛结果无成绩。

## 青海
任龙云是继竞走选手李春秀参加1992年巴塞罗那奥运会再次入选奥运会参赛资格的唯一一名青海选手，7月份在青海多巴国家高原体育训练基地集训时腿部严重受伤，尽管经过治疗伤势稍有好转，但因入驻奥运村大强度的训练伤势加重而退出比赛。

## 資料来源
1. ↑  .   [2008-08-21]. （原始内容存档于2008-08-28）.
2. ↑  .   [2008-08-21]. （原始内容存档于2008-09-02）.
3. ↑  （2008年7月28日）辽宁日报 Archive.today的存檔，存档日期2012-07-12：《中国奥运军团73名辽宁健儿值得期待（附名单）》，马林未在其列，马林代表广东（汕头）
4. ↑  吴优籍贯为辽宁省锦州市，注册地为江西省水上运动管理中心。本届奥运会未出现在辽宁省名单，应代表江西省。
5. ↑  （2008年8月19日）2008北京奥运官方网站 （页面存档备份，存于）／《刘子歌何时成的上海人？》：2005年，金炜师徒加盟上海游泳队，也就是2005年后刘子歌成为上海人。
6. ↑  （2008年8月19日）2008北京奥运官方网站
7. ↑  （2008年8月18日）新浪网 （页面存档备份，存于）：《女子铁人三项赛澳大利亚选手夺冠，邢琳仅获第40》
8. ↑  .   [2008-08-21]. （原始内容存档于2019-01-27）.
9. ↑  .   [2008-08-21]. （原始内容存档于2016-03-04）.
10. ↑  广东体育网 （页面存档备份，存于）转自《广州日报》：《74名南粤子弟兵出战北京奥运》（2008年7月27日）
11. ↑  .   [2008-08-21]. （原始内容存档于2019-01-27）.
12. ↑  .   [2008-08-21]. （原始内容存档于2019-01-27）.
13. ↑  .   [2008-08-21]. （原始内容存档于2019-01-27）.
14. ↑  .   [2008-08-21]. （原始内容存档于2016-03-04）.
15. ↑  四川省参加第29届奥运会情况简介[]
16. ↑  .   [2008-08-21]. （原始内容存档于2012-08-05）.
17. ↑  .   [2008-08-21]. （原始内容存档于2016-03-04）.
18. ↑  .   [2008-08-21]. （原始内容存档于2016-03-05）.
19. ↑  .   [2008-08-21]. （原始内容存档于2016-03-04）.
20. ↑  .   [2008-08-21]. （原始内容存档于2008-09-23）.
21. ↑  .   [2008-08-21]. （原始内容存档于2008-08-20）.
22. ↑  .   [2008-08-21]. （原始内容存档于2016-03-04）.
23. ↑  .   [2008-08-21]. （原始内容存档于2019-01-30）.
24. ↑  .   [2008-08-21]. （原始内容存档于2019-01-27）.
25. ↑  .   [2008-08-21]. （原始内容存档于2008-08-20）.
26. ↑  .   [2008-08-21]. （原始内容存档于2008-09-22）.
27. ↑  第29届奥运会贵州省运动员比赛时间表[]
28. ↑  .   [2008-08-21]. （原始内容存档于2019-01-27）.
29. ↑  2008年北京奧運會中國體育代表團正式名單公布[永久]
30. ↑  .   [2008-08-21]. （原始内容存档于2008-08-21）.
31. ↑  .   [2008-08-21]. （原始内容存档于2016-03-04）.
32. ↑  .   [2008-08-21]. （原始内容存档于2012-08-05）.
33. ↑  新华网 （页面存档备份，存于）：北京奥运会男子马拉松赛青海小将任龙云因伤退赛